# BBC UKTV
BBC UKTV es un canal de televisión por suscripción australiano, que emite en Australia y Nueva Zelanda, y que proyecta programación de entretenimiento británica, procedente principalmente de los archivos de la BBC, RTL Group (principalmente material de Talkback Thames) e ITV plc. El canal era originalmente una empresa conjunta con Foxtel (60% de la propiedad), RTL Group (20% de la propiedad) y BBC Worldwide (20% la de propiedad). Ahora es propiedad exclusiva de BBC Studios. El programa insignia del canal es The Graham Norton Show.

## Historia
El canal se lanzó por primera vez en Australia en agosto de 1996, estuvo disponible en Austar en abril de 1999 y en Optus en diciembre de 2002. Una versión de Nueva Zelanda con programación diferente fue lanzada en Sky TV, en noviembre de 2003.
Muestra una mezcla de repeticiones de programas antiguos del Reino Unido, que se habían proyectado anteriormente en Australia o Nueva Zelanda, así como nuevos episodios de programas que no se habían mostrado antes en Australia o Nueva Zelanda. Entre las series repetidas se encuentran Doctor Who, Hitchhiker's Guide to the Galaxy, Are You Being Served?, Dad's Army, Torchwood, Torchwood Declassified, The Jewel in the Crown, Never the Twain, The Sweeney y The Bill, que ya se habían visto en la televisión terrestre en abierto en Australia. Entre las series no emitidas previamente, cabe mencionar Shameless, nuevos episodios de las populares telenovelas Coronation Streety y EastEnders y la versión original del Reino Unido de The Weakest Link, que de otra manera no se habían proyectado en Australia. La telenovela británica Family Affairs, que nunca se ha proyectado en la televisión australiana en abierto, se emitió en UKTV de 1998 a 2007. En julio de 2006, UKTV comenzó a proyectar episodios de 2006 de la telenovela británica Emmerdale, que nunca había antes se ha proyectado en Australia.
Los episodios de UKTV de EastEnders se emiten actualmente sólo dos semanas por detrás del Reino Unido, y Coronation Street se emite aproximadamente una semana por detrás. Los episodios actuales de Emmerdale están unas cuatro semanas por detrás de las transmisiones originales del Reino Unido.
Además de la programación británica, UKTV ha repetido las telenovelas australianas Sons and Daughters y Prisoner, ambas producidas por la Reg Grundy Organisation (ahora propiedad de FremantleMedia). En ambos casos se mostró la serie completa. La repetición de Sons and Daughters se emitió desde 1997 hasta 2000, y Prisoner se vio desde 1997 hasta octubre de 2004, Prisoner se proyecta desde marzo de 2011 en 111 Hits. Durante varios años en la década de 1990, también proyectó la telenovela Shortland Street de TVNZ, después de que los primeros episodios de esa serie hubieran sido proyectados brevemente por SBS, en la televisión en abierto en Australia.
En Australia, UKTV, como todos los canales de televisión de pago, tiene la obligación legal de gastar el 10 % de su gasto total en programas para financiar nuevos programas de drama elegibles (Australia y Nueva Zelanda). Tales producciones incluyen Changi, Supernova, Make or Break y False Witness.
UKTV tiene servicios separados en Australia y Nueva Zelanda, en parte para reflejar los diferentes gustos locales, pero también por razones de derechos, ya que muchos programas se muestran en canales gratuitos en Nueva Zelanda. Por ejemplo, Coronation Street se ha emitido en TVNZ 1 durante muchos años, mientras que hasta mayo de 2009, EastEnders se mostraba en Prime, antes de pasar a UKTV.
El 1 de julio de 2008, BBC Worldwide asumió el control total de UKTV. BBC Worldwide tenía anteriormente una participación del 20% en UKTV en una asociación a tres bandas con Foxtel y Fremantle Media. BBC Worldwide lanzó dos nuevos canales australianos, BBC Knowledge (programación de documentales y no ficción) y CBeebies (un canal sin publicidad para niños de 0 a 6 años) el 1 de noviembre de 2008.
El 3 de octubre de 2009, UKTV renovó su logo, y pasó a mostrar el de la BBC, aunque su nombre permaneció sin cambios. El 15 de noviembre de 2009, el canal lanzó una transmisión simultánea en HD, en sustitución de BBC HD.
En abril de 2013, el canal cambió de nuevo su logotipo y su nombre, pasando a llamarse BBC UKTV.
El 1 de julio de 2014, se cerró la transmisión simultánea en HD, lo que hace que el canal esté disponible únicamente en definición estándar. Esto se produjo antes del lanzamiento de BBC First, que utilizaría la transmisión de alta definición anteriormente utilizada por BBC UKTV. Además, BBC UKTV cambió los paquetes de suscripción en Foxtel, pasando del paquete complementario Drama & Lifestyle al paquete básico Essential aumentando su alcance.
El 1 de febrero de 2015, BBC UKTV se lanzó en el servicio de IPTV independiente australiano Fetch TV, después de que obtuvieran los derechos de transmisión de BBC Worldwide.
A partir del 10 de octubre de 2016, el canal renovó su logotipo e identidad de marca, para atraer a un público más joven y distinguir mejor su programación de las ofertas más premium del canal hermano BBC First.

## Programación original
- Changi (2001) (coproducción con ABC)
- Supernova (2005-06) (coproducción con BBC Two)
- False Witness (2009) (coproducción con BBC HD)
- Goteo de chocolate (2012)
- Top of the Lake (2013-presente) (coproducción con BBC Two y SundanceTV)